# Saison 5 de Parks and Recreation
Chronologie
Saison 4 Saison 6
Cet article présente le guide des épisodes de la cinquième saison la série télévisée américaine Parks and Recreation.

## Généralités
- La saison a été diffusée du 20 septembre 2012 au 2 mai 2013 sur le réseau NBC.
- Au Canada, la saison a été diffusée en simultanée sur le réseau Citytv.

## Distribution

### Acteurs principaux
- Amy Poehler (VF : Valérie Nosrée) : Leslie Knope
- Rashida Jones (VF : Anne Dolan) : Ann Perkins
- Paul Schneider (VF : Philippe Valmont) : Mark Brendanawicz
- Aziz Ansari (VF : Benjamin Gasquet) : Tom Haverford
- Nick Offerman (VF : Bernard Métraux) : Ron Swanson
- Aubrey Plaza (VF : Alice Taurand) : April Ludgate
- Chris Pratt (VF : Franck Lorrain) : Andy Dwyer
- Adam Scott (VF : Alexandre Gillet) : Ben Wyatt
- Rob Lowe (VF : Bruno Choël) : Chris Traeger
- Jim O'Heir (VF : Paul Borne) : Jerry Gergich
- Retta (VF : Coco Noël) : Donna Meagle

### Acteurs récurrents
- Jon Glaser (en) (VF : Benjamin Pascal) : Jeremy Jamm
- Lucy Lawless (VF : Céline Monsarrat) : Diane Lewis
- Mary Faber (en) (VF : Laurence Dourlens) : Kathryn Pinewood
- Rylan Lee (VF : Anouck Hautbois) : Ivy Lewis
- Sadie Salazar (VF : Clara Soares) : Zoe Lewis
- Todd Sherry (VF : Sébastien Desjours) : Marshall Langman
- Richard Burch (VF : Guilduin Tissier) : Herman Lerpiss
- Christie Brinkley (VF : Laura Zichy) : Gayle Gergich
- Jenny Slate (VF : Dorothée Pousséo) : Mona Lisa
- Marc Evan Jackson (VF : Renaud Marx) : Trevor Nelsson

## Liste des épisodes

### Épisode 1:Voyage à Washington
- États-Unis /  Canada : 20 septembre 2012 sur NBC[1] / Citytv
- France :  19 septembre 2016 sur Canal+ Séries

- États-Unis : 3,5 millions de téléspectateurs[2] (première diffusion)

- John McCain (lui-même)
- Olympia Snowe (elle-même)
- Barbara Boxer (elle-même)

### Épisode 2:La taxe soda
- États-Unis /  Canada : 27 septembre 2012 sur NBC / Citytv
- France :  19 septembre 2016 sur Canal+ Séries

- États-Unis : 3,27 millions de téléspectateurs[3] (première diffusion)

### Épisode 3:Un monde de requins
- États-Unis /  Canada : 4 octobre 2012 sur NBC / Citytv
- France :  19 septembre 2016 sur Canal+ Séries

- États-Unis : 3,53 millions de téléspectateurs[4] (première diffusion)

### Épisode 4:Éducation sexuelle
- États-Unis /  Canada : 18 octobre 2012 sur NBC / Citytv
- France :  19 septembre 2016 sur Canal+ Séries

- États-Unis : 3,46 millions de téléspectateurs[5] (première diffusion)

### Épisode 5:Halloween Surprise
- États-Unis /  Canada : 25 octobre 2012 sur NBC / Citytv
- France :  19 septembre 2016 sur Canal+ Séries

- États-Unis : 3,34 millions de téléspectateurs[6] (première diffusion)

### Épisode 6:Les parents de Ben
- États-Unis /  Canada : 8 novembre 2012 sur NBC / Citytv
- France :  26 septembre 2016 sur Canal+ Séries

- États-Unis : 3,46 millions de téléspectateurs[7] (première diffusion)

### Épisode 7:Leslie contre April
- États-Unis /  Canada : 15 novembre 2012 sur NBC / Citytv
- France :  26 septembre 2016 sur Canal+ Séries

- États-Unis : 3,52 millions de téléspectateurs[8] (première diffusion)

- Joe Biden (lui-même)

### Épisode 8:Opération séduction
- États-Unis /  Canada : 29 novembre 2012 sur NBC / Citytv
- France :  26 septembre 2016 sur Canal+ Séries

- États-Unis : 2,99 millions de téléspectateurs[9] (première diffusion)

### Épisode 9:Ron et Diane
- États-Unis /  Canada : 6 décembre 2012 sur NBC / Citytv
- France :  26 septembre 2016 sur Canal+ Séries

- États-Unis : 3,27 millions de téléspectateurs[10] (première diffusion)

### Épisode 10:Teuf, teuf
- États-Unis /  Canada : 17 janvier 2013 sur NBC / Citytv
- France :  26 septembre 2016 sur Canal+ Séries

- États-Unis : 3,64 millions de téléspectateurs[11] (première diffusion)

### Épisode 11:Poubelle girls
- États-Unis /  Canada : 24 janvier 2013 sur NBC / Citytv
- France :  3 octobre 2016 sur Canal+ Séries

- États-Unis : 3,94 millions de téléspectateurs[12] (première diffusion)

### Épisode 12:Sperme academy
- États-Unis /  Canada : 7 février 2013 sur NBC / Citytv
- France :  3 octobre 2016 sur Canal+ Séries

- États-Unis : 3,76 millions de téléspectateurs[13] (première diffusion)

### Épisode 13:Urgence à Pawnee
- États-Unis /  Canada : 14 février 2013 sur NBC / Citytv
- France :  3 octobre 2016 sur Canal+ Séries

- États-Unis : 3,49 millions de téléspectateurs[14] (première diffusion)

### Épisode 14:Leslie et Ben
- États-Unis /  Canada : 21 février 2013 sur NBC / Citytv
- France :  3 octobre 2016 sur Canal+ Séries

- États-Unis : 3,07 millions de téléspectateurs[15] (première diffusion)

### Épisode 15:Piratage
- États-Unis /  Canada : 21 février 2013 sur NBC / Citytv
- France :  3 octobre 2016 sur Canal+ Séries

- États-Unis : 2,95 millions de téléspectateurs[15] (première diffusion)

### Épisode 16:Caution immorale
- États-Unis /  Canada : 14 mars 2013 sur NBC / Citytv
- France :  3 octobre 2016 sur Canal+ Séries

- États-Unis : 3 millions de téléspectateurs[16] (première diffusion)

- Jason Schwartzmann

### Épisode 17:Les clefs de Partridge
- États-Unis /  Canada : 4 avril 2013 sur NBC / Citytv
- France :  10 octobre 2016 sur Canal+ Séries

- États-Unis : 2,93 millions de téléspectateurs[17] (première diffusion)

### Épisode 18:La fourrière
- États-Unis /  Canada : 11 avril 2013 sur NBC / Citytv
- France :  10 octobre 2016 sur Canal+ Séries

- États-Unis : 3,15 millions de téléspectateurs[18] (première diffusion)

### Épisode 19:Article 2
- États-Unis /  Canada : 18 avril 2013 sur NBC / Citytv
- France :  10 octobre 2016 sur Canal+ Séries

- États-Unis : 3,35 millions de téléspectateurs[19] (première diffusion)

- Patton Oswalt

### Épisode 20:La retraite de Jerry
- États-Unis /  Canada : 18 avril 2013 sur NBC / Citytv
- France :  10 octobre 2016 sur Canal+ Séries

- États-Unis : 3,34 millions de téléspectateurs[19] (première diffusion)

### Épisode 21:Mini-golf en péril
- États-Unis /  Canada : 25 avril 2013 sur NBC / Citytv
- France :  10 octobre 2016 sur Canal+ Séries

- États-Unis : 2,59 millions de téléspectateurs[20] (première diffusion)

### Épisode 22:Défilé et défilages
- États-Unis /  Canada : 2 mai 2013 sur NBC[21] / Citytv
- France :  10 octobre 2016 sur Canal+ Séries

- États-Unis : 2,99 millions de téléspectateurs[22] (première diffusion)